# スキャンダルなんかブッ飛ばせ
『スキャンダルなんかブッ飛ばせ』（スキャンダルなんかブッとばせ）は、SCANDALの8枚目のシングル。2010年10月6日にエピックレコードジャパンから発売された。

## 概要
SCANDALのオファーにより、阿木燿子・宇崎竜童夫妻によるコラボレーションが実現。楽曲の原型は70年代後半に宇崎によって制作されるも相応しい歌い手が見つからず、長年温め続けられていたが、「KOSHI-TANTAN」を阿木と共に制作しているSCANDALを見て「あの曲を歌えるのは彼女たちしかいない」と、秘蔵していた楽曲の提供を決めたという。
PVでは往年の一世風靡セピア等を彷彿させる激しいダンスパフォーマンスを披露しているが、ライブでは演奏の支障にならない程度の振り付けとなっている。また、MAMIがシングルでソロボーカルを披露した初の楽曲となった。
初回生産限定盤には、前作のシングルのスペシャル・クリップ（自身初のレギュラー音楽ミニ番組）をそれぞれ収録したDVDが付属。初回特典として、「別冊『超SCANDAL』Vol.4」を封入。

## 収録曲

### 通常盤・初回生産限定盤
1. スキャンダルなんかブッ飛ばせ
作詞：阿木燿子　作曲：宇崎竜童　編曲：藤井丈司
2. スキャンダルなんかブッ飛ばせ（Instrumental）

DVD

#### 初回生産限定盤A
- 涙のリグレット

#### 初回生産限定盤B
- 太陽と君が描くSTORY

#### 初回生産限定盤C
- 瞬間センチメンタル